# ヘンリー・ダフ・リントン
ヘンリー・ダフ・リントン (英：Henry Duff Linton、1815年 - 1899年1月18日) はイギリス - フランスの版画家、製図工。
1857年からはフランスに住み、定期刊行物や事典の図版を多く製作した。兄のウィリアム・ジェイムズ・リントンも版画家である。

## 経歴

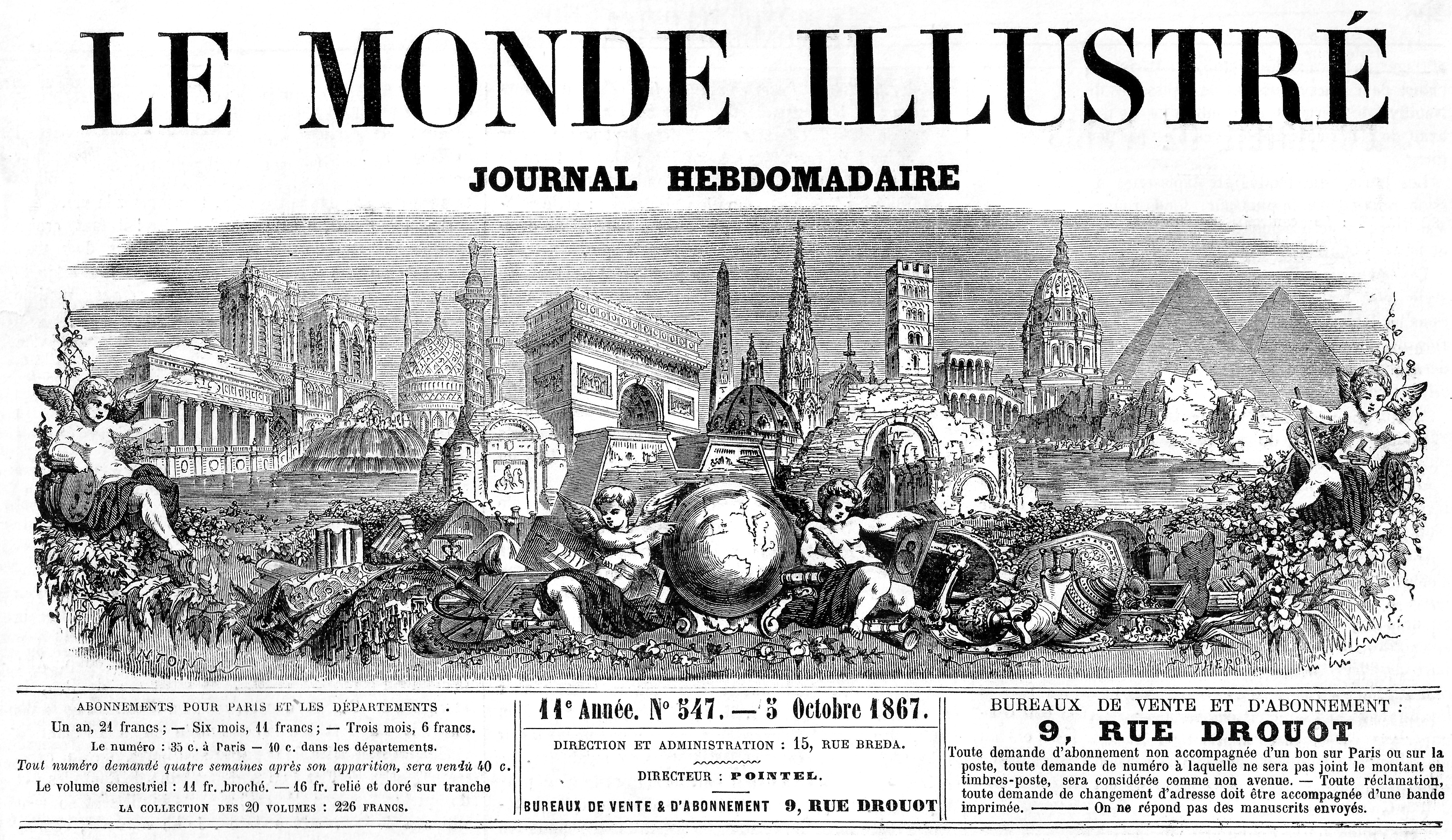
「ル・モンド・イリュストレ」1867年ヘッダ

彼はマイル・エンドのアバディーンで大工業を営んでいたウィリアム・リントンと、ウェールズ出身のメアリー・スティーヴンソンとの間に1815年に生まれた。彼には版画家、著作家、政治活動家の兄、ウィリアム・ジェイムズ・リントンがいた。
ヘンリーはヨーロッパの主要なイラスト入り雑誌に影響を与えた新聞「イラストレイテド・ロンドン・ニュース」や「ナショナル・マガジン」に早期の段階から協力した。
兄のウィリアムはナポレオン3世のクーデター後にロンドンに滞在していたフランスの画家、エドモン・モランの援助を受けて、1855年に雑誌 "Pen and Pencil" を設立した。「イラストレイテド・ロンドン・ニュース」で働いていたモランが1857年にフランスに帰る際にヘンリーも同行し、パリで画家のギュスターヴ・クールベ、作家のシャンフルーリー、ジャーナリストのジュール＝アントワーヌ・カスタニャリなどの知己を得て、カスタニャリが審査員を務めていたサロン・ド・パリに出展した。
また、1857年に創刊したフランスの定期刊行物「ル・モンド・イリュストレ」や「ル・ジュルナル・イリュストレ」にモランとともに版画を寄稿した。また、「ル・モンド・イリュストレ」では画家のフォルテュヌ・メオルに版画を教えた。
一方、1860年からはジュール・トゥルガン編纂のフランス工業史 "Les Grandes Usines de France"（フランスの大工場）に寄稿をはじめ、ピエール・ラルース編纂の、1866年版ラルース百科事典のビネットを作成した。
彼は1899年6月18日にノービトン（キングストン・アポン・テムズ区）で死去した。

## 書籍製図
- Playing at settlers, or, The faggot-house par R. Lee, Londres, Grant and Griffith, 1855.
- Orphée aux Enfers, opéra bouffon par Hector Crémieux et Jacques Offenbach, Paris, Michel-Lévy, 1858.
- La Dame de Bourbon de Jean-Bernard Mary-Lafon, avec Edmond Morin, Bourdillat, Paris, 1860.
- Grand album des Expositions de peinture et de sculpture. 69 tableaux et statues de Jules-Antoine Castagnary, Paris, Librairie des Deux Mondes, 1865.
- Les Grandes Usines de France par Julien Turgan, Paris, A. Bourdilliat et Cie / Michel-Lévy frères, 1860-1895 [plusieurs séries et rééditions].
- Le Comte de Montalembert par Henry de Riancey, portrait en frontispice, Paris, Victor Palmé, [1870].
- [collectif] Children's book for Sabbath hours d'Asa Bullard, Springfield Mass. et Chicago, W.J. Holland and Co., 1873.
- Les Compagnons de Jéhu par Alexandre Dumas, édition illustrée par Alphonse de Neuville, Paris, Calmann Lévy, 1889.

## 版画作品

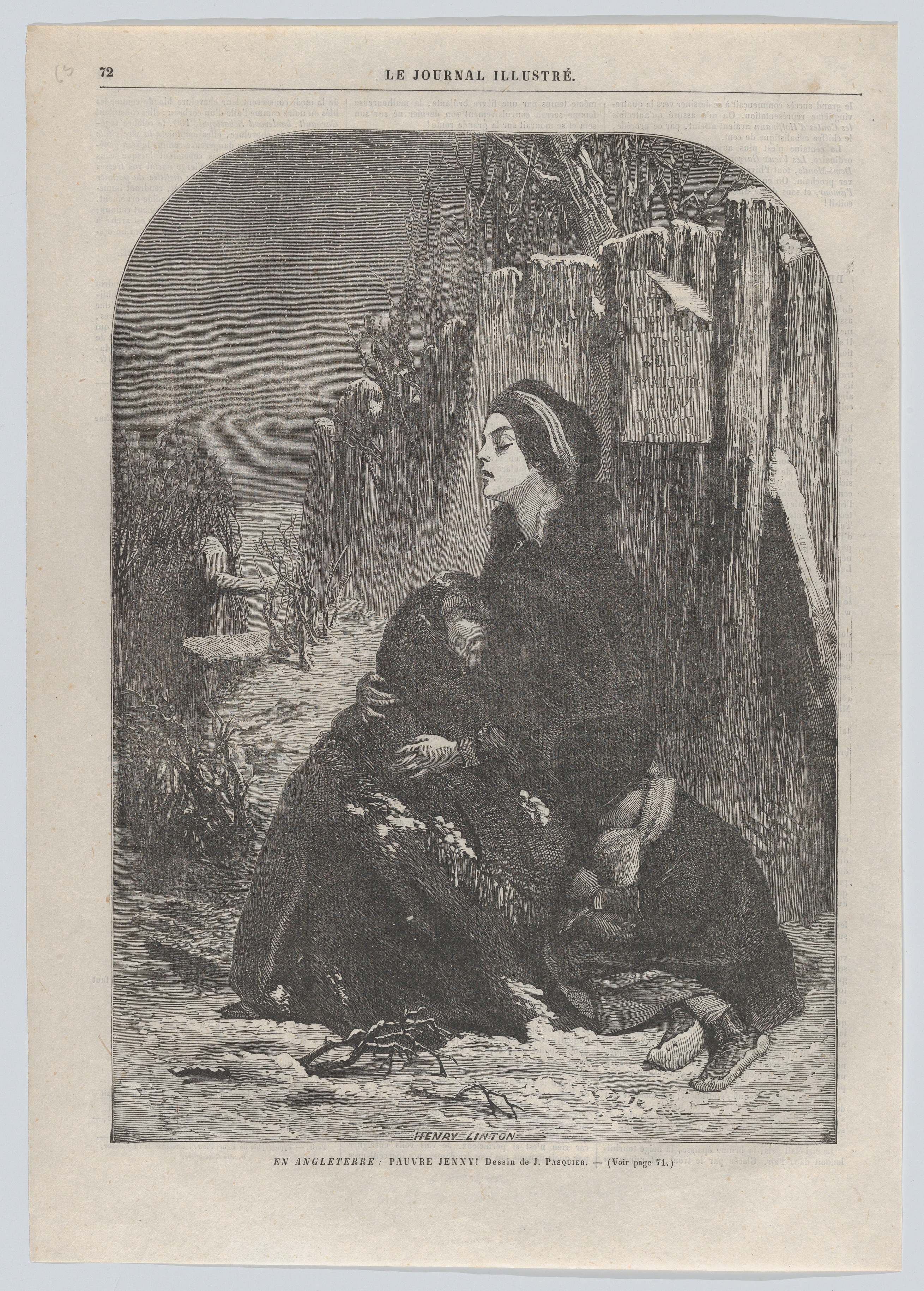
貧しいジェニー
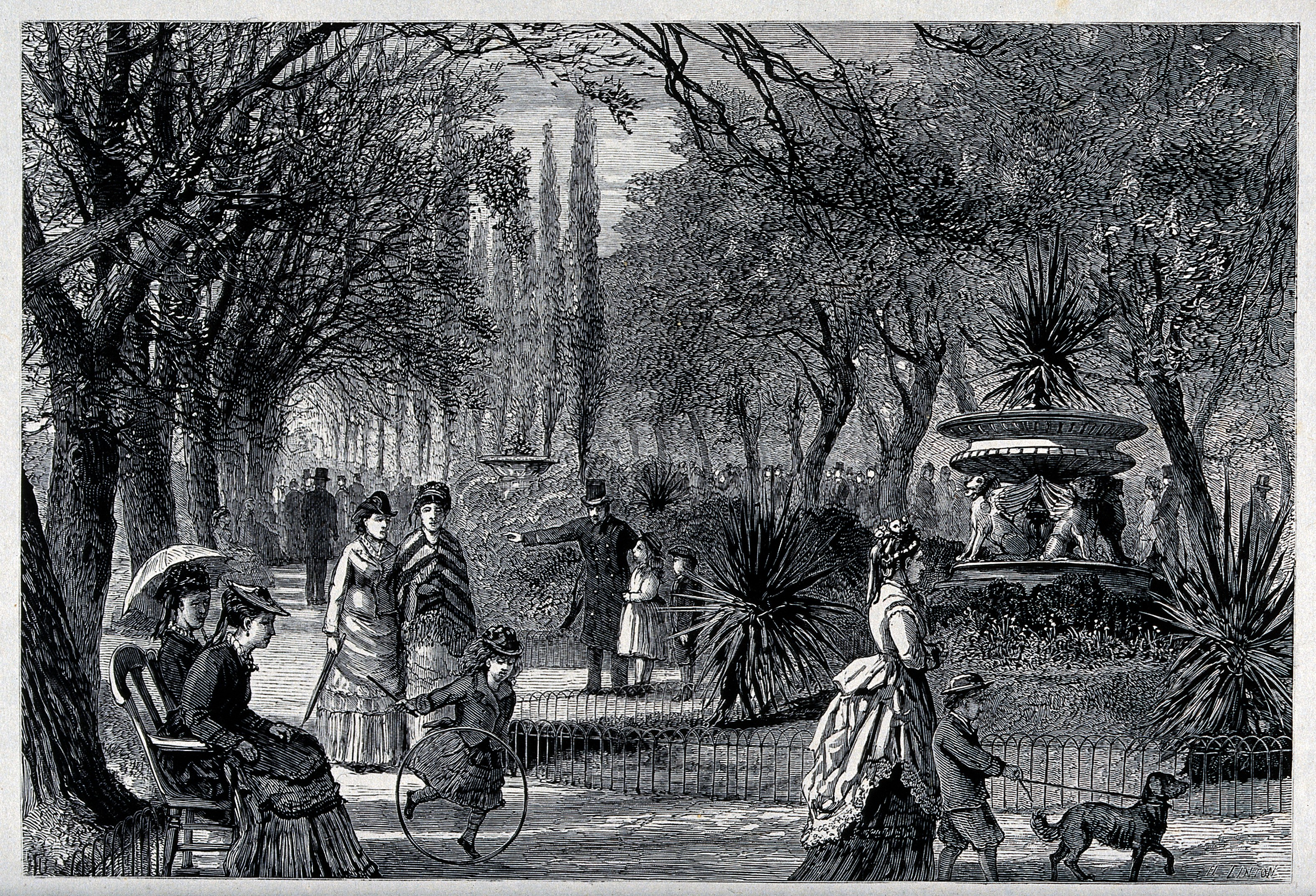
動物園
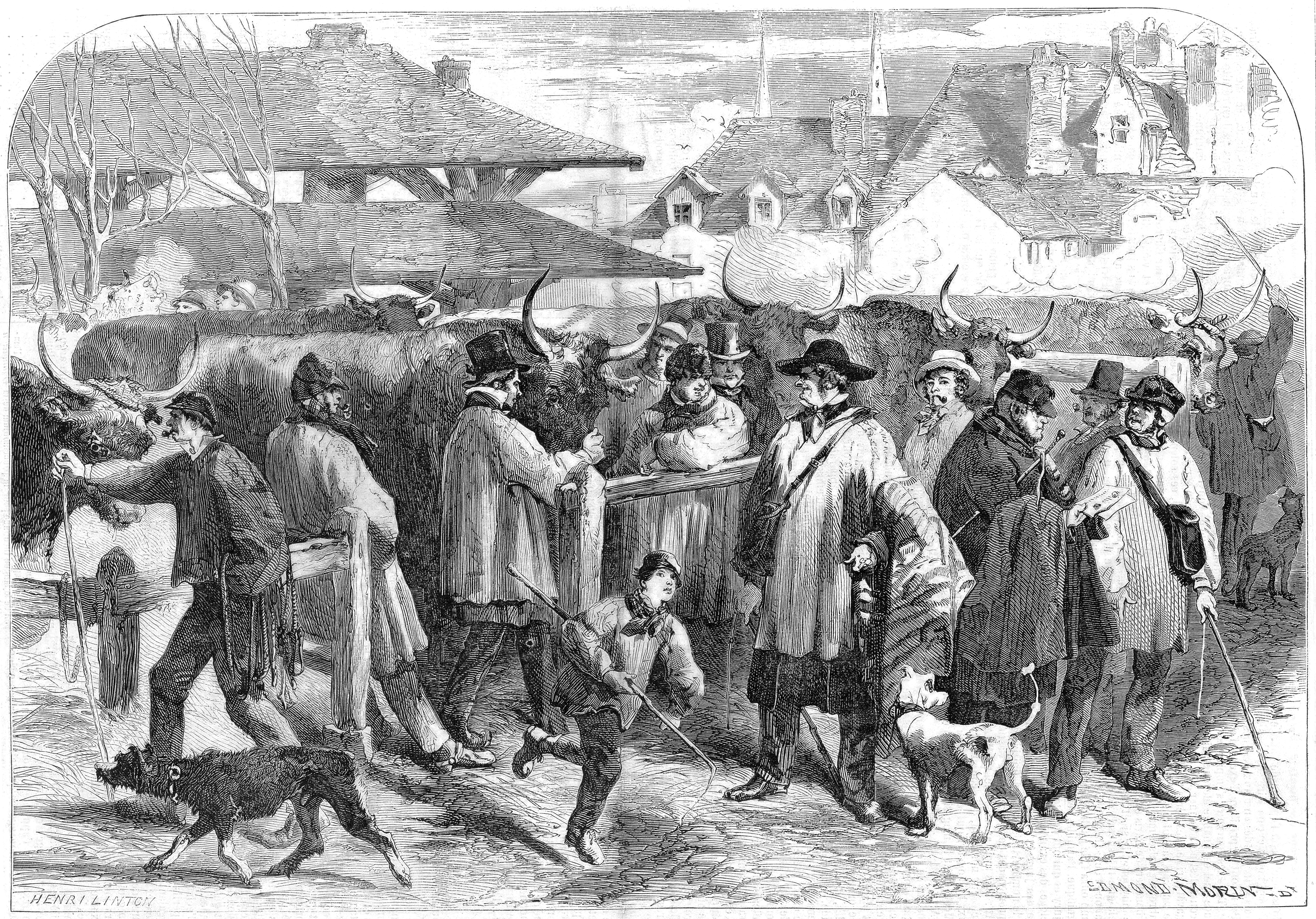
レピュブリック広場
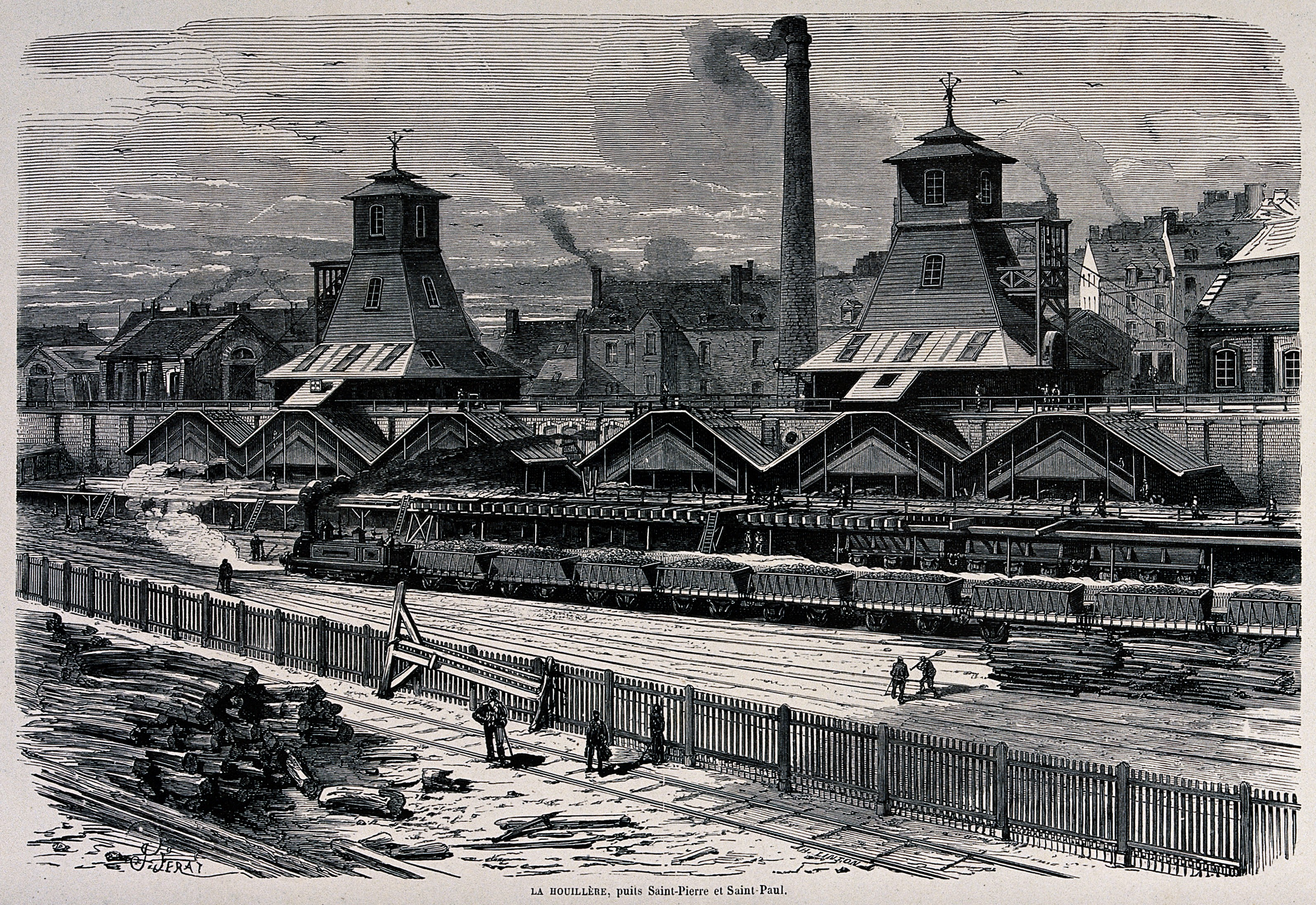
石炭車
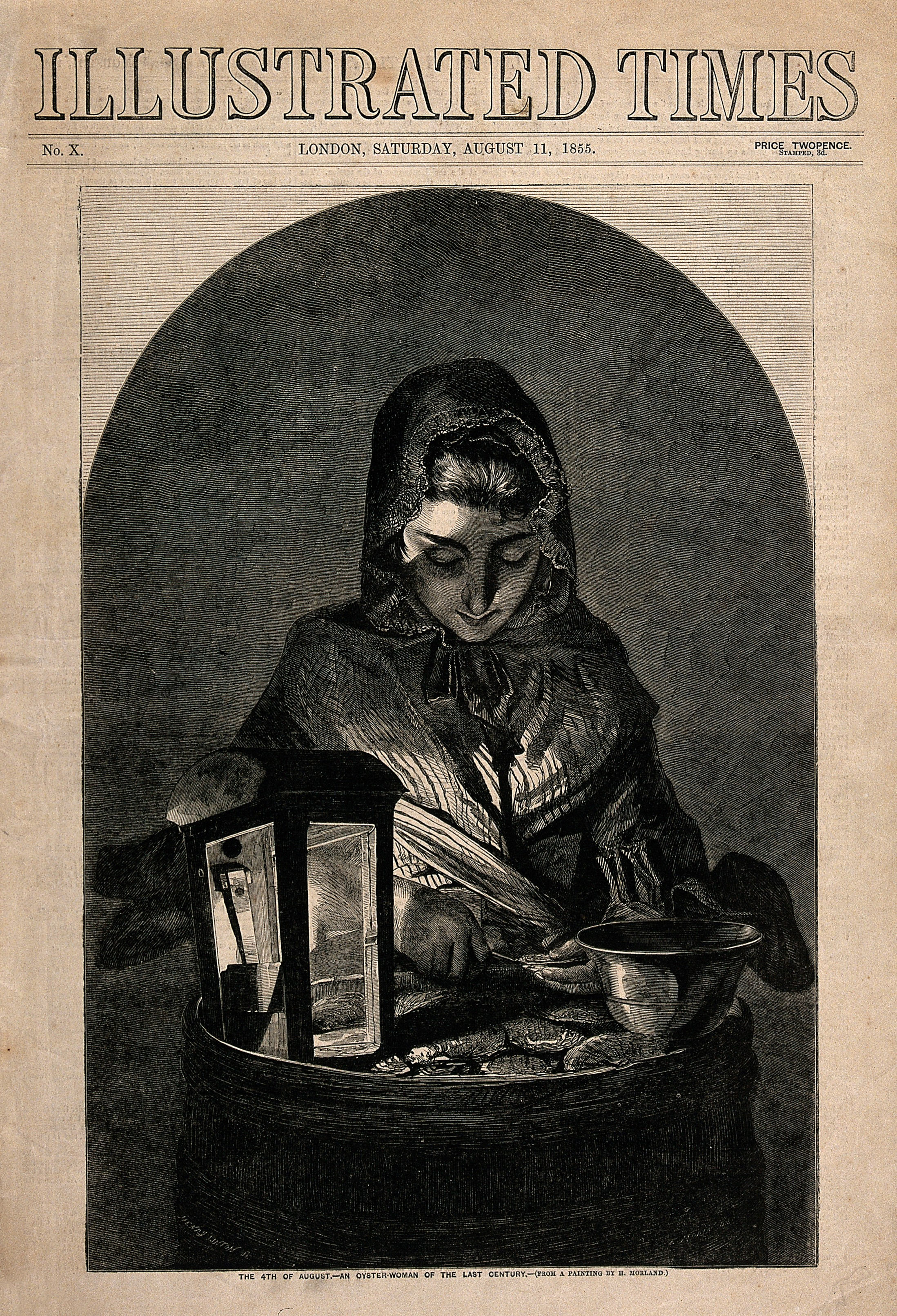
ランプの灯り